# Poliksena
Poliksena (Polyksena, Polyxene, gr. Πολυξένη) – najmłodsza córka króla Troi Priama i Hekabe.
Homer nie umieścił jej w Iliadzie. Według poetów cyklicznych Poliksena była branką Achillesa i pocieszała go po śmierci Patroklosa. Achilles towarzyszył Poliksenie do świątyni, wtedy wpadł w pułapkę braci Polikseny – Deifobosa i Parysa – i został zabity. Poliksena z żalu popełniła samobójstwo lub też syn Achillesa, Neoptolemos, zabił ją po zdobyciu Troi na grobie swego ojca jako ofiarę. Stąd wywodzi się opowieść o miłości Achillesa do Polikseny. Mit stał się kanwą utworów antycznych (Sofokles, Eurypides) i nowożytnych. Czasem Poliksenę nazywa się trojańską Ifigenią.